# Grzegorz Sołogub
Grzegorz Sołogub (né le 10 mai 1918 à Mołodeczno - mort le 25 novembre 1986 en Angleterre) est un pilote de chasse polonais, as des forces armées polonaises de la Seconde Guerre mondiale, titulaire des cinq victoires homologuées.

## Biographie
Il est le plus jeune des enfants d'Andrzej Sołogub un ancien officier du tsar.
En Angleterre il est affecté à la 306e escadrille de chasse polonaise.  En avril 1941 il est transféré à la 317e escadrille.
Après la guerre il reste au Royaume-Uni où il meurt le 25 novembre 1986.

## Tableau de chasse
| Date       | Appareil(s) abattu(s)  |
| ---------- | ---------------------- |
| 27/09/1941 | Messerschmitt Bf 109   |
| 16/04/1942 | 2 Messerschmitt Bf 109 |
| 07/06/1944 | Messerschmitt Bf 109   |
| 23/06/1944 | Focke-Wulf Fw 190      |

## Décorations
- Ordre militaire de Virtuti Militari